# Lokomotivbau Elektrotechnische Werke Hans Beimler
La Lokomotivbau Elektrotechnische Werke „Hans Beimler“ (LEW) era un'industria produttrice di materiale ferroviario, e l'unica a produrre locomotive elettriche nella Repubblica Democratica Tedesca. Intitolata al politico e rivoluzionario Hans Beimler, aveva sede a Hennigsdorf.

## Storia

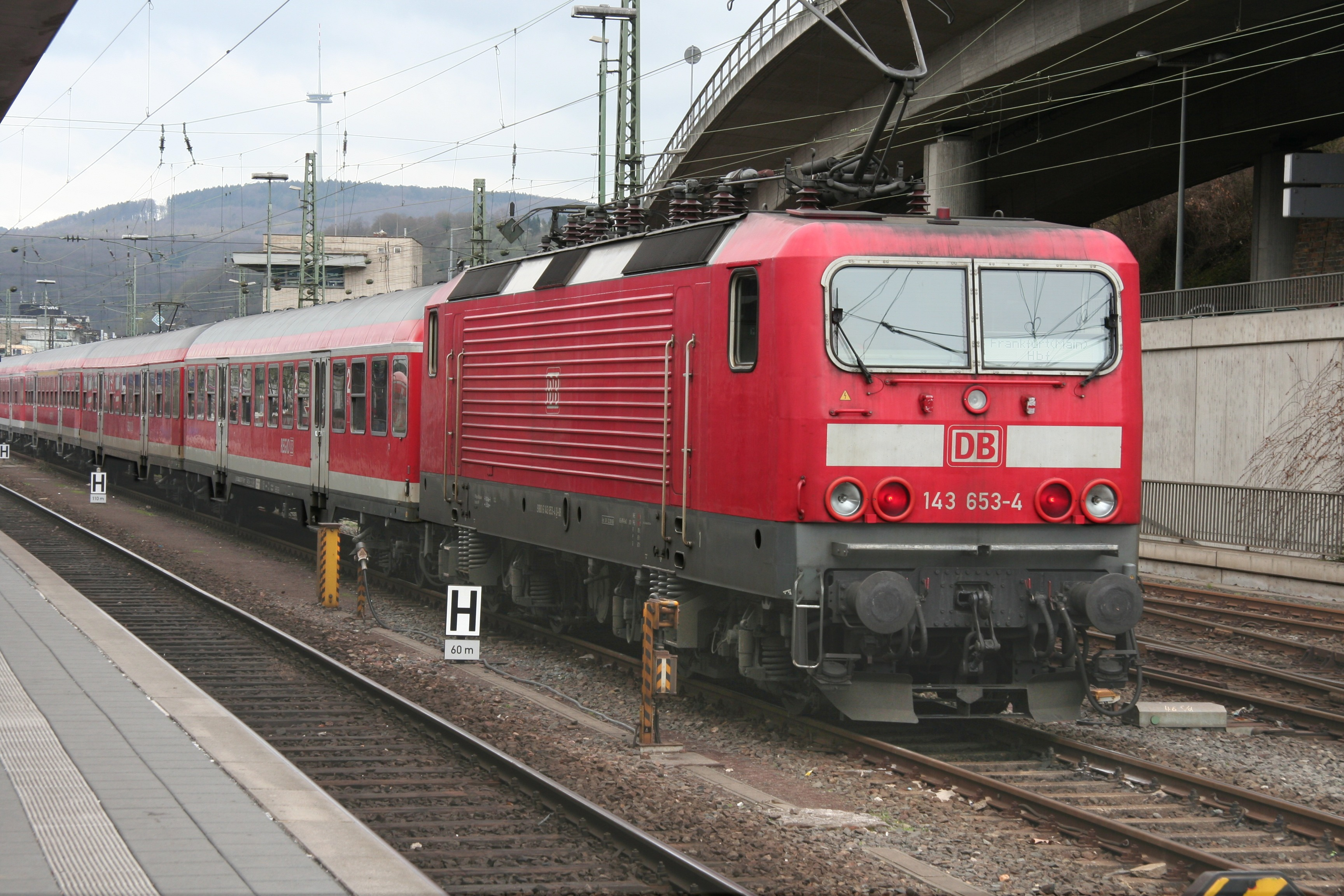
Locomotiva LEW 143 653-4 E alla stazione centrale di Coblenza nel 2010. Numero di fabbrica 20961, anno 1990 (serie 1984–1990), in servizio alla Deutsche Reichsbahn (Germania Est) come 243 653-3, dal 1° gennaio 1992 rinominata in 143 653-4, radiata il 15 marzo 2018 a Niederau

La LEW venne fondata dall'Amministrazione militare sovietica in Germania nel 1945, nazionalizzando gli stabilimenti AEG di Hennigsdorf, attivi dal 1910. La LEW proseguì le costruzioni di materiale ferroviario, concentrandosi a partire dagli anni sessanta sulla produzione di mezzi a trazione elettrica, per le ferrovie nazionali (Deutsche Reichsbahn) e per numerose compagnie estere.
Fra i prodotti più rappresentativi si ricordano le locomotive serie E 11 ed E 42, e successivamente le serie 250 e 243, oltre agli elettrotreni serie 270 per la S-Bahn di Berlino, e tipo G per la metropolitana.
Nel 1992 la LEW venne inglobata dalla AEG, con cui già dal 1989 aveva iniziato intensi rapporti di collaborazione.